# Zvonimir Ivković
Zvonimir Ivković (Osijek, 1944. − 28. kolovoza 2010.) je bio hrvatski kazališni djelatnik.

## Životopis
Rodio se je 1944. u Osijeku. U kazalište se je bio upisao još kao dječak, glumeći u predstavama za djecu. Poslije završena studija organizacije kulturnih djelatnosti, krajem šezdesetih i početkom sedamdesetih godina 20. stoljeća bio je ravnateljem osječkoga Miniteatra, a potom svekolikim svojim životom potvrdio toliko puta iskušanu istinu da teatarska infekcija obično ostaje trajnom popudbinom.
Puna tri mandata na funkciji intendanta osječkoga Hrvatskog narodnog kazališta (1981.−1993.) ispunjena su golemom radnom energijom, vrhunskom organizacijskom sposobnošću i nepresušnom inovativnošću u osmišljavanju i realizaciji novih formi kazališnoga života. Među inim, na Ivkovićevu inicijativu i pod njegovim vodstvom utemeljen je osječki Operni anale, koji je godinama kao jedini takve vrste u Hrvatskoj donosio najvrsnija djela nove opere, kako hrvatske tako i europske. Dana 27. studenoga 1985. svečano je otvorena temeljito obnovljena zgrada drugoga hrvatskog profesionalnog kazališta. Intendant Zvonimir Ivković tad zasigurno nije mogao ni slutiti da će samo šest godina kasnije, 16. studenoga 1991., zgrada biti uništena projektilima jugosrpskoga topništva u agresivnome ratu protiv Hrvatske, u sklopu kojega je sustavno provođen i kulturocid. I baš tada, u naizgled beznadnoj situaciji, kad je poslije pada Vukovara Osijek bio opkoljen i svakodnevno razaran, uzdiže se neslomljiv duh hrvatskoga otpora, u kojemu svoju ulogu ima i kazalište. O tim danima, tjednima i mjesecima užasa i ponosa svjedoči intendant u uvodu prvome zborniku Krležinih dana, kazališno-teatrološke manifestacije kojoj je osječki HNK dao prvi poticaj još 1987. godine.
Poticaj utemeljenju Krležinih dana, koji su začeti podizanjem spomenika velikom piscu Marije Ujević godine 1987. – a pritom je ulog Zvonimira Ivkovića jedan od presudnih – pokazao se plodonosnim i vidovitim. Ta manifestacija obilježila je prošle godine dvadesetu godišnjicu ostavivši zbrojem svojih zbornika neizbrisiv trag i ključan upis u suvremenoj hrvatskoj teatrologiji. Ivkovićev angažman u svemu tome ostaje nezaboravan. Kao intendant uspostavio je čvrste i stalne stvaralačke i prijateljske veze s drugim hrvatskim kazalištima, a posebno je bila plodna suradnja s dvama središtima: Pečuhom s jakom hrvatskom manjinskom zajednicom i Hrvatskim kazalištem te Rijekom. Ta se srednjoeuropska kulturna i kazališna koordinacija još za vrijeme bivše Jugoslavije počela uspostavljati kao prirodna geopolitička protuteža nametanoj „bratskoj“ suradnji s Beogradom, koju, dakako, Ivković nije mogao izbjeći, ali ju je mudro neutralizirao. Pečuh i Rijeka ostat će njegove uporišne točke i nakon što je 1994. praktično izgnan iz Osijeka. O razlozima nesporazuma s gradom u kojem mu je podaren život i kojemu je obilato vratio uzdarje u obliku životnoga kazališnog djela ovdje je neuputno i neprilično govoriti. Neka to ostane za neku budućnost kad će zacijelo, kad-tad, morati doći na red.
Riječko razdoblje, premda minorno u odnosu na osječko, nije zanemariva činjenica u stvaralačkome kurikulumu Zvonimira Ivkovića. Djelovao je tu punih šest godina kao pomoćnik intendanta, u burnom dobu riječkoga teatarskog života. Premda sad više ne u prvome planu, dao je i tu svoj doprinos ublažavanju štetâ na riječkoj kazališnoj arci izloženoj neverama uzburkana političkog mora. Povratak u Osijek označio je neprihvaćanje nametnute mu uloge prijevremena umirovljenika. Posljednje desetljeće života obilježila je intenzivna suradnja s ravnateljem Hrvatskoga kazališta u Pečuhu, Antunom Vidakovićem, vrlo angažirana predanost u osječkome ogranku Matice hrvatske, istraživački rad na području povijesti pečuško-osječkih i osječko-riječkih kazališnih veza i odnosa te napokon povratak u aktivno članstvo u Odboru Krležinih dana, gdje je odigrao bitnu ulogu u održavanju prve sekcije KD-a u Hrvatskome kazalištu u Pečuhu u prosincu 2009. godine.
Što ostaje poslije toliko desetljeća prijateljskih susreta, druženja, dijaloga i poliloga, predstava o kojima smo, gdjekad i polemički, izmjenjivali mišljenja i prosudbe? Ostaje činjenica da je Zvonimir Ivković bio u punom smislu te riječi istinski kazališni čovjek. O čemu god bi se pričalo, s njim se uvijek sve vraćalo na kazalište kao jedinstvo umjetničke, tehničke i organizacijske prakse. I ne treba uopće sumnjati da je tomu bio, bar djelomice, posvećen i njegov posljednji razgovor sa suprugom i kćeri večer uoči odlaska u vječnost. Sve svoje misli, sve svoje biće, odnio je Zvonko onamo kamo nam je svima stići da se sjedinimo u nepojmljivosti konačna vrhunaravna savršenstva.